# Christine de Saxe (1735-1782)
Christine de Saxe (Marie Christine Anne Thérèse Salomé Eulalie Xavière), née le 12 février 1735 à Varsovie et morte le 19 novembre 1782 à Brumath (Bas-Rhin), fille de l'électeur de Saxe Frédéric Auguste II, roi de Pologne sous le nom d'Auguste III, et de Marie Josèphe d’Autriche (1699-1757), est une princesse saxonne, devenue abbesse de l'abbaye de Remiremont. 

## Famille
Membre d'une nombreuse fratrie, elle est notamment la sœur de la dauphine de France Marie-Josèphe de Saxe, donc la tante des rois de France Louis XVI, Louis XVIII et Charles X ainsi que de la reine Clotilde de Sardaigne, et la sœur de la reine Marie-Amélie d'Espagne, donc la tante des rois Charles IV d'Espagne, Ferdinand Ier des Deux-Siciles et de l'impératrice Marie-Louise du Saint-Empire. 
Elle est également la nièce du maréchal de France Maurice de Saxe, duc de Courlande et Semigalle, fils illégitime d'Auguste II de Pologne.

## Biographie
Infirme de naissance, elle avait peu de chance de contracter une alliance brillante comme ses sœurs aînées Marie-Amélie qui avait épousé en 1738 le roi de Naples (plus tard roi Charles III d'Espagne) ou Marie-Josèphe, devenue en 1747 dauphine de France. Son frère Albert avait épousé en 1766 l'archiduchesse Marie-Christine d'Autriche, fille de l'empereur et sœur de la dauphine Marie-Antoinette et était promis au gouvernorat des Pays-Bas autrichiens.
Cependant, la reine de France Marie Lesczynska pensa un moment à elle pour son père Stanislas, duc de Lorraine depuis 1737, veuf depuis 1747, mais toujours ardent malgré ses 70 ans. Le débonnaire Stanislas ne fit que rire des idées de sa fille.
Soeur de la Dauphine, la princesse Christine de Saxe vint en France en 1762. En 1763, elle entra, grâce au roi Louis XV, au chapitre noble de Remiremont ; elle en fut élue abbesse en 1773 à la mort d'Anne-Charlotte de Lorraine, sœur du duc  François III, époux de Marie-Thérèse, empereur en 1745 sous le nom de François Ier. 

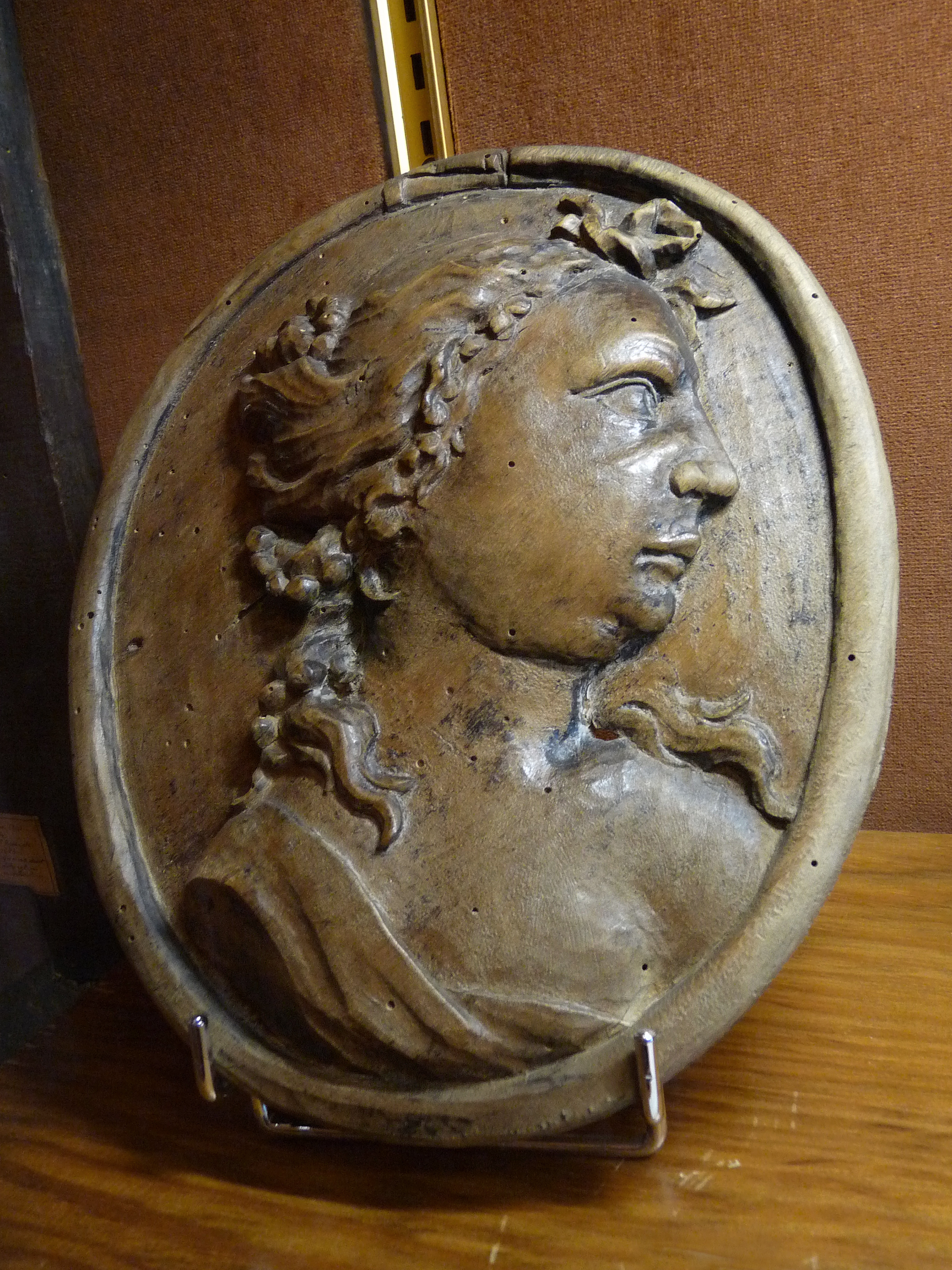
Buste en bois de Christine de Saxe (musée Charles-Friry)

Pour présenter ses compliments à la co-adjutrice, le roi Stanislas dépêcha à Remiremont, Stanislas de Boufflers lequel se trouvant mal reçu, composa sur la future abbesse de écrits humoristique et fort irrespectueux mais qui connurent quelques succès et mortifièrent les princes de Saxe.
Dès 1775, elle quitta Remiremont pour louer le château de Johann Reinhard III de Hanau-Lichtenberg à Brumath, dont elle fit sa résidence d'été (elle séjournait en hiver à Strasbourg dans l’hôtel qu’elle avait acquis au 27 rue des Juifs). Par son séjour à Brumath, cette petite ville était devenue une capitale dans le pays de Hanau. À Brumath, elle reçut nombre de grands personnages, dont le prince Maximilien de Deux-Ponts, futur roi de Bavière sous le nom de Maximilien Ier avec lequel elle s’entretenait de préférence en allemand, langue qu’elle parlait avec un accent saxon prononcé. 
Le château était entouré d’un parc épais, où la princesse élevait un nombre considérable de gibier qu’elle s’amusait à chasser soit du balcon, soit des fenêtres. Elle aimait beaucoup la chasse.
Bonne vivante, elle menait grand train, aimait la bonne chère au point de ne plus pouvoir marcher seule, mais son embonpoint ne l’empêchait pas de monter à cheval et de se livrer avec passion à la chasse, qu’elle allait pratiquer jusqu’à Porrentruy (Suisse) chez le prince évêque de Bâle, Frédéric-Louis de Wangen de Geroldseck. Une aile du château de Porrentruy s’appelle pavillon de la Princesse-Christine en souvenir de ses séjours.
Néanmoins, charmante, douce, bienveillante, de manières prévenantes, la princesse était également la providence des pauvres et des malheureux.  
La dernière année de son séjour à Brumath, dans la nuit du 27 au 28 octobre, vers 3 h elle fut victime d’un vol commis par Elisabeth Hohfacker Kohly et Nicolas Gunder, originaires des environs de Trèves, qui lui enlevèrent l’argenterie de cuisine.
Elle décéda le 19 novembre 1782 au château de Brumath à l’âge de 47 ans, 9 mois et 7 jours. Son corps fut inhumé à Remiremont, le 16 décembre 1782 ; ses entrailles furent enterrées à Brumath et son cœur transporté à Dresde.

## Hommages
Une rue de Brumath porte son nom.